# K.-G. Bergström
Karl-Gösta Bergström, ofta benämnd K.-G. Bergström, född 15 juli 1945 i Ryssbält i Nederkalix församling i Norrbottens län, är en svensk journalist. 
Han har tidigare arbetat som utrikeskorrespondent, inrikespolitisk kommentator och programledare på Sveriges Television (SVT). Åren 2010–2018 var han inrikespolitisk kommentator på tidningen Expressen.

## Bakgrund
Uppväxten i Ryssbält utanför Kalix skedde under mycket knappa förhållanden. Fadern dog då Bergström var två år gammal och familjen levde på småbruk. Trots detta fick Bergström och hans bror, som senare blev professor, möjlighet att studera. Bergström blev 21 år gammal filosofie magister i historia, engelska och statskunskap vid Uppsala universitet, och verkade sedan några år som adjunkt. 
Bergström har varit partipolitiskt engagerad – mellan 1973 och 1975 var han ledamot av kommunfullmäktige för Moderaterna i Kalix kommun, och 1975 var han ombud på moderaternas partistämma.

## Karriär
Bergströms journalistiska bana inleddes som frilansande radioreporter i Norrbotten och senare som sportjournalist i Svenska Dagbladet och Upsala Nya Tidning. Han arbetade även en tid på Norrländska Socialdemokraten. 1976 anställdes han av Sveriges Radio i Luleå. 1978 kom han till SVT och Rapport, där han kom att stanna i över 30 år. 1982–1985 var han utrikeskorrespondent för SVT i Washington D.C., USA. Därefter fungerade han som politisk reporter.
I dag räknas Bergström som en av Sveriges ledande politiska reportrar och han hade 2007–2009 ett eget TV-program i SVT, Rakt på med K-G Bergström. Under våren 2009 bestämde han sig för att trappa ner från jobbet på SVT, vilket han också gjorde sommaren 2009. Han syntes dock kontinuerligt i rutan i ett år efter det, bland annat som programledare för morgonprogrammet Gomorron Sverige. 
Efter valet 2010 värvades Bergström till Expressen och blev åter skrivande reporter. Han slutade på Expressen vid utgången av 2018 och började då skriva för News55, en sajt som riktar sig mot en senior publik.
Utöver detta driver han den egna firman K-G Bergström Produktion AB, där han bland annat arbetar som debatt- och seminarieledare på uppdrag av kunder.
År 2020 gav han ut boken Nöd och död: den ryska ockupationen i norr 1809 som skildrar tiden då delar av Sverige senast ockuperades.

## Opinionsbildare
Bergström är en tongivande opinionsbildare, och var 2005–2008 placerad bland topp 10 i DSMs lista över de viktigaste opinionsbildarna.
Den 28 maj 2008 kom Bergström på åttondeplats (kategori Åsiktsmaskin) vad gäller Sveriges mest inflytelserika person, på tidningen Resumés gala "499 bästa och mäktigaste". I konkurrensen fanns bland andra Göran Greider, Per Gudmundson, Lars Adaktusson och Hanne Kjöller.